# Württemberg-Loge Nr.1
Die Württemberg-Loge Nr.1 in Stuttgart ist eine Loge des Independent Order of Odd Fellows, einem international tätigen und humanitären Orden. Die erste im deutschsprachigen Europa gegründete Loge wurde am 1. Dezember 1870 durch einen Freibrief eingesetzt.

## Geschichte der Gründung
Auf der Großlogensitzung der USA anlässlich des 50. Jahrestages der Ordensgründung wurde von den Abgeordneten des Staates Oregon der Antrag gestellt, den Odd-Fellow-Orden in Deutschland durch die Gründung einer Loge zu etablieren. Durch die zahlreichen Aufnahmen deutschstämmiger Einwanderer in den Orden gab es bereits in den USA Logen, die in deutscher Sprache tagten. Das Ritual, die Gesetze und die Ordensliteratur wurde ins Deutsche übersetzt und schließlich entstand der Wunsch, den Orden auch in Deutschland ins Leben zu rufen.
Der damalige Groß-Sire Farnsworth fuhr 1870 zuerst nach England, wo er von der Nachricht über den Ausbruch des Deutsch-Französischen Krieges (1870/71) erfuhr und in London aufgehalten wurde. Er bat den in Dresden lebenden Dr. John F. Morse, einem amerikanischen Ordensbruder, nach London und sandte diesen mit allen Vollmachten ausgestattet nach Deutschland zur geplanten Ordensgründung in Berlin zurück. Die preußische Regierung hatte wegen der Kriegswirren kein Interesse und so blieb die Ordensgründung unerledigt.
Dr. Morse wandte sich an M. Bernheim, einem weiteren Ordensmitglied, der sich in Stuttgart aufhielt. So konnte mitten im Kriege im noch unabhängigen und von großer Liberalität geprägten Königreich Württemberg am 1. Dezember 1870 die erste Odd-Fellow-Loge auf dem europäischen Kontinent, die Württemberg Loge No. 1 von Württemberg (IOOF) gegründet werden.

## Historischer Lebenslauf
Der Aufstieg der Loge war begleitet durch ein stetiges Wachstum. Mit ihrer Unterstützung wurde bereits im Juni 1871 in Zürich die Helvetia-Loge Nr. 1 der Schweiz gegründet. Nach nur 18 Monaten musste die Württemberg-Loge geteilt werden, da die Mitgliederzahl zu groß wurde: die Schiller-Loge No. 3 von Württemberg wurde als dritte Loge in Württemberg nach der Donau-Loge No. 2 zu Ulm und als elfte Loge in Deutschland gegründet.
Verschiedene Domizile kennzeichnen das erste Vierteljahrhundert in der Geschichte der Württemberg-Loge. Die Loge wuchs und es wurde eine dritte Loge in Stuttgart gegründet sowie eine Loge in Stuttgart-Bad Cannstatt. Es konnte schließlich ein repräsentantes Logenhaus in der Herzogstrasse erworben werden.
Bis zum Jahre 1929 erreichte die Mitgliederzahl 136 Brüder.
Am 2. April 1933 wurden von der Großloge des Deutschen Reiches die Auflösung des Odd Fellowtums in Deutschland beschlossen und der Orden aufgelöst. Somit wurde auch die Württemberg-Loge aufgelöst, liquidiert und das Vermögen zugunsten des Staates enteignet.
Zwölf Brüder überlebten den Krieg in Stuttgart. Sie hatten sich offiziell als Würfel-Gesellschaft zu wöchentlichen Würfelspielen getroffen und gingen so inoffiziell weiterhin den Inhalten des Ordens nach. So übergaben sie eine eigentlich nie untergegangene Loge. Die Freundschaft als Basis und als Bindeglied war stärker als die Zerrissenheit der Gesellschaft.
Nach der Wiederaufnahme der rituellen Sitzungen am 18. August 1946 wurde die Württemberg-Loge Nr. 1 wieder offiziell aktiv.
Im Jahre 2008 wurde von den gemeinsamen Eigentümern des Logenhauses beschlossen, dieses zu verkaufen und eine neue Unterkunft zu suchen.
Seit 2009 werden die Treffen und rituellen Sitzungen in Esslingen durchgeführt.